# 迪特里希 (愛達荷州)
迪特里希（英語：Dietrich）是一個位於美國愛達荷州林肯縣的城市。

## 地理
迪特里希的座標為42°54′43″N 114°15′54″W / 42.91194°N 114.26500°W，而該地的平均海拔高度為1246米（即4088英尺）。

## 人口
根據2010年美國人口普查的數據，迪特里希的面積為0.84平方千米，當中陸地面積為0.84平方千米，而水域面積為0.00平方千米。當地共有人口332人，而人口密度為每平方千米395.24人。